# Инуити
Инуитите (на инуитски: ᐃᓄᐃᑦ) са група ескимоски народи, споделящи сходна култура. Известни са и като ескимоси, макар че това име може да се използва и за по-широк кръг от народности. Предполагаемият им общ брой е около 180 хил. жители. Населяват северните части на Канада, Гренландия, Северна и Югозападна Аляска и части от Чукотка. 
Културно и езиково инуитите се различават от съседните им групи в Северна Америка и Европа. При сравнителни езикови проучвания между инуитските и други северноамерикански езици е установено, че имат различен произход. Освен това голям процент от инуитите имат кръвна група B (система AB0), която отсъства при други коренни американски групи, което кара учените да предполагат, че те се различават по произход от другите местни народи. Поради огромната територия, която населяват, те се делят на различни племена и според това къде се намират използват отделно название. В Гренландия за тях използват названията Kalaallit (западни гренландци), Inugguit (от Тулска област) и Iit (източни гренландци); в Канада - Inuvialuit, Inuinnaat и Inuit; в Северна Аляска - Inupiat; в Югозападна Аляска - Yupiit или Cupiit; В Чукотка и на остров Сейнт Лорънс/Свети Лаврентий (St. Lawrence) - Yupiget, Yupik и Sugpiat. На английски език общото им име "инуит" се превежда като „The human beings”. На основание принадлежността си към коренното население на Америка са наричани в едно или друго време и "индианци". Другото им обобщаващо име - "ескимоси" - не е самоназвание на инуитите. Предполага, че идва от езика на племената микмаки (Mi`kmaq) в Източна Канада и значи „хора ядящи сурова плът“/"суровоядци". То им е прикачено от европейците и други южни спрямо тях народи, но с времето губи популярност, заради обидното си за местните звучене, които преимуществено също са склонни да го свързват с дивачество и примитивност. Други изследвания сочат, че думата "ескимос" произлиза от езика кри (от групата на алгонкинските езици), с по-ранно звучене aayaskimew - „тези, които шият зимни обувки“. Според друго предположение, тя произлиза от езика ину-аймун и означава „тези, които говорят друг език“.
Атабасканският народ танайна използва за ескимосите етнонима Улчна (от Улчага „роб“), идващ да покаже, че е покорил съседните ескимоси.

## Бит и култура
Днес със сигурност се знае, че най-ранното заселване на Северна Америка е тръгнало от Азия. Първите мигранти са дошли най-вероятно ок. 10 хил. години пр.н.е. (възможно е и по-рано) през т.нар. Берингов мост, свързващ Азия и Америка. Към 9 хилядолетие пр.н.е. този сухопътен мост потъва и на негово място се образува днешният Берингов проток. Заселниците достигат до най-южните и централни територии и там развиват процъфтяващи култури, докато Северът остава ненаселен. Там първите признаци на инуитски културни етапи са от 3 хилядолетие пр.н.е. Най-старите известни, свързани с инуитите археологически находки, датирани на приблизително 3800 години, са от залива Саглек на полуостров Лабрадор.
Инуитите използват общ език, разделен на диалекти, със съответните регионални имена (Inuvialuktun, Inuktitut, Inuktun и др.) Някои антрополози смятат, че езикът и културата на Yupiit трябва да се разглежда като отделени от инуитските, но самите юпики са взели политическо решение да се числят към инуитите и така са част от общата група.
Традиционно инуитите са приспособени да живеят в изключително неблагоприятна и студена среда, в която няма много растителност и основната им храна са тюлени, моржове, китове, морски птици и риба. През лятото ловуват северни елени или разни дребни животни. В миналото, за придвижване са използвали основно кучешки впрягове. За дрехи са използвали основно еленови кожи. Зимните им жилищата (т.нар. иглу) са били направени от ледени блокове, а в топло време са ползвали палатки от животински кожи. Урбанизацията в днешно време е променила много от навиците и традициите им. Кучешките впрягове са заменени от моторни шейни, харпуните за лов - с пушки, дрехите и храната често се купуват от магазини, парите – непознати за тях в миналото, са се превърнали в необходимост за ежедневните им нужди. Голяма част от инуитите вече живеят в градове и села и работят в мини или нефтодобива. Някои от тях са създали кооперативи за ръчно произведени артикули, лов и туризъм. Благодарение на обособената през 1999 г. територия Нунавут (Nunavut) в Канада, традиционната местна култура получава възможност да се съживи. Това е ключов момент в стремежа на канадското коренно население към повече самостоятелност. На 1 април, с учредяването на Нунавут, възниква автономна територия под управлението изключително на инуити. Географията на Нунавут е впечатляваща, тази страна представлява ареал от 2 млн. кв. км, от тях около 350 хил. кв. км - суша и обхваща източната част на Арктическа Канада. Населението на Нунавут наброява 33 хил. жители, от които 84% са инуити (2011). Територията разполага с редица собствени министерства и институции, които се ръководят от инуити. Столицата Иквалуит разполага с най-модерна инфраструктура. Дори и най-малкото селище на Нунавут има училище, притежава достъп до радио и телевизия и е във връзка с останалия свят чрез модерни комуникационни системи. За икономическа основа служат многобройните природни богатства. От друга страна в Нунавут цари скъпотия - например 1 литър мляко или 1 хляб струват по 3 долара – и местните жители, които все по-малко се занимават с лов и събирачество, често разчитат на субсидии от страна на правителството за прехраната си, но имат надежди територията им да стане освен важен фактор в канадската икономика, също и много по-самостоятелна.

## Политика
Инуитите са организирани както в техни собствени юрисдикции така и в национални, сключили са различни споразумения с населяваните от тях държави и имат правото да се самоопределят и да имат собствено управление (автономия) в населявани от тях райони. За целта през 1977 г. са създали неправителствена организация Пан-Арктически инуитски околополярен съвет (ICC), който се бори са правата и популяризирането на културата им, както и за единството помежду им. 
Натам Обед (президент на „Inuit Tapiriit Kanatami“, националната представителна организация на инуитите) казва: „От незапомнени времена инуитите живеят и процъфтяват в инуитския Нунангат, нашата родина, обхващаща 36 процента от сушата на Канада и 50 процента от бреговата ивица. Инуит Нунангат като географско и политическо пространство е до голяма степен непознат за повечето канадци. В това време на помирение, ние като инуити ненасилствено си възвръщаме правилното място като коренно население в Канада, като утвърждаваме инуитското самоопределение чрез нашия език, нашите имена на места и нашата история.“
Благодарение на активните си действия инуитите са се преборили за самоуправление в някой райони на Аляска, Канада и Гренландия. Въпреки това те са изправени пред множество предизвикателства като езикова ерозия, свиващи се общности, социални и икономически неравенства в сравнение с други общности от държавите, които обитават. Още сериозни проблеми, с които се сблъскват са урбанизацията и климатичните промени.